# Loyalty and Betrayal
Loyalty and Betrayal è il sesto album del rapper statunitense E-40, pubblicato il 10 ottobre 2000.
Il lavoro è distribuito dalla Sick Wid It e dalla Jive Records. Vi prendono parte, tra gli altri, Nate Dogg, Too Short e Ice Cube.
Il disco raggiunge la diciottesima posizione nella Billboard 200 e la quarta nella chart degli album hip hop.
| Recensione | Giudizio |
| ---------- | -------- |
| AllMusic   | [ 2 ]    |
| RapReviews | [ 1 ]    |
| Vibe       | [ 3 ]    |

## Tracce
1. Intro – 2:35 (musica: Tone Capone Missaggio di D-Wiz.)
2. Loyalty & Betrayal – 4:34 (testo: Earl Stevens, Ricardo Thomas – musica: Rick Rock)
3. Lace Me Up (featuring Suga-T) – 4:04 (testo: Bosko Kante, E. Stevens, Tenina Stevens – musica: Bosko)
4. Ya Blind (featuring Jazze Pha & Eightball) – 4:28 (testo: E. Stevens, Antwan Patton, Lee Dixon, Melissa Elliott, Phalon Alexander, Premro Smith, Timothy Mosley – musica: Jazze Pha)
5. Sinister Mob (featuring Nate Dogg) – 5:01 (testo: Don Juan, E. Stevens, Nathaniel Hale – musica: Don Juan)
6. Nigga Shit (featuring Mack 10, The Click & Levitti) – 5:51 (testo: Kante, E. Stevens, Brandt Jones, Dannell Stevens, T. Stevens, Dedrick Rolison – musica: Bosko)
7. Nah, Nah... (featuring Nate Dogg) – 3:41 (testo: Hale, E. Stevens, Harry Palmer, Kevin Gilliam – musica: Battlecat)
8. Pop Ya Collar (featuring Otis & Shug & The Click) – 4:04 (testo: Anthony Gilmour, E. Stevens, D. Stevens, Jones, Kevin McCord – musica: Tone Capone)
9. Record Company (Skit) (featuring) – 1:29
10. To Whom this May Concern – 4:10 (testo: E. Stevens, Anthony Ransom – musica: Blaqthoven)
11. Like a Jungle (featuring Kokane & Young Mugzi) – 4:08 (testo: Kante, E. Stevens, D. Stevens – musica: Bosko)
12. Behind Gates (featuring Ice Cube) – 4:12 (testo: E. Stevens, OShea Jackson, Omar Helton, Thomas – musica: Rick Rock)
13. Doin' the Fool (featuring Pastor Troy, Al Kapone, Too Short & Pimp C) – 4:18 (testo: Alphonzo Bailey, Chad Butler, E. Stevens, Micah Troy, Sean Pross, Todd Shaw – musica: SMK)
14. Flamboastin' (featuring Baby) – 4:24 (testo: Bryan Williams, E. Stevens, Russell Brown – musica: DJ Silk)
15. It's Pimpin' (featuring Freaky) – 4:39 (testo: E. Stevens, Thomas, R. Scott – musica: Rick Rock)
16. Clown Wit' It (featuring Mystikal) – 4:02 (testo: Kante, E. Stevens, Helton, Michael Tyler – musica: Bosko)

## Classifiche settimanali
| Classifica (2000)         | Posizione massima |
| ------------------------- | ----------------- |
| Stati Uniti               | 18                |
| US Top R&B/Hip-Hop Albums | 4                 |